# Unbefleckte Empfängnis (Lutherstadt Wittenberg)

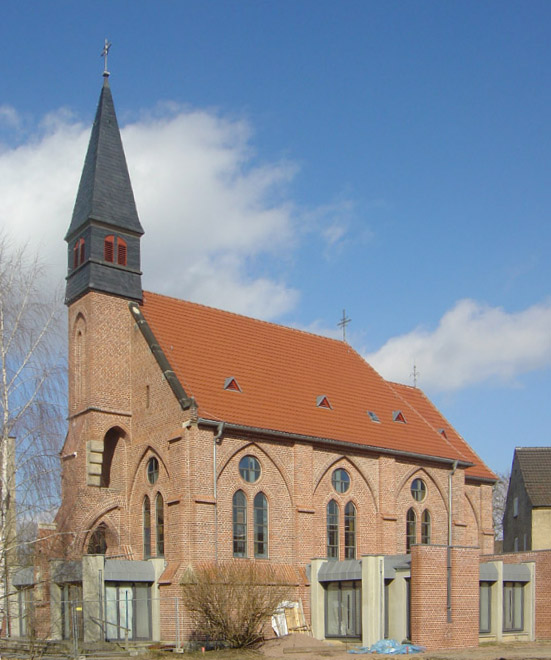
Unbefleckte Empfängnis

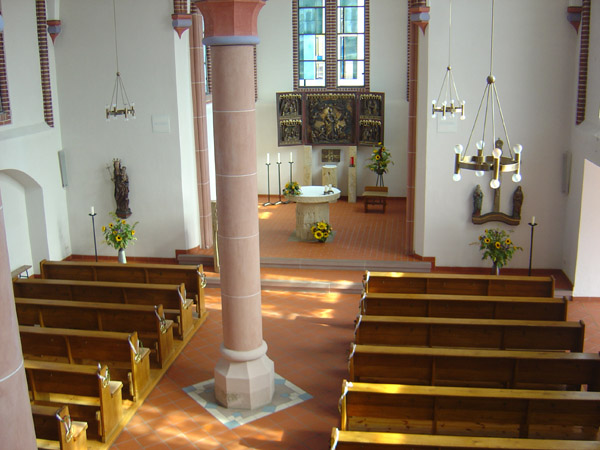
Kirche von innen

Die Kirche Unbefleckte Empfängnis ist eine römisch-katholische Kirche in Lutherstadt Wittenberg, der Kreisstadt des Landkreises Wittenberg in Sachsen-Anhalt. Sie ist die Pfarrkirche der Pfarrei „St. Marien, Wittenberg“, zu der seit 2010 auch mehrere Gemeinden in der Umgebung gehören.

## Geschichte
Nach der im 16. Jahrhundert erfolgten Reformation waren in Wittenberg, das zuvor zum Bistum Brandenburg gehörte, keine Katholiken mehr ansässig. Ab etwa 1820/1830 kamen durch das preußische Militär wieder Katholiken in die Stadt. 1858 bekam die Gemeinde, zu der 70 Dragoner und 170 Zivilpersonen gehörten, ihren ersten Pfarrer, Konrad Wilhelm Ferdinand Schlinkert. Sie erwarb das heutige Pfarrhaus und richtete darin eine katholische Schule ein, die am 3. Mai 1859 eröffnet wurde. Für einen Kirchbau kaufte sie zudem das benachbarte Grundstück. Das Grundstück an der Mauerstraße lag zwischen Tuchmacherwerkstätten am Rande der Altstadt. Eine „prominentere“ Lage für ein katholisches Gotteshaus in der Stadt der Reformation erschien dem Wittenberger Magistrat nicht angebracht zu sein. 1858 wurde auch die Missionspfarrei Wittenberg errichtet. Die Gottesdienste fanden zunächst in einer Kapelle statt, die in einer ehemaligen Tuchmacherwerkstatt eingerichtet worden war, die zu den Gebäuden gehörte, welche die katholische Gemeinde bereits 1857 erworben hatte.
Die Kirche mit dem Patrozinium der Unbefleckten Empfängnis Mariens wurde ab 1868 nach Plänen des Paderborner Architekten Arnold Güldenpfennig errichtet. Am 28. November 1869, dem 1. Sonntag im Advent, nahm Dechant Wille aus Halle (Saale) die Benediktion der Kirche vor.
Erst am 13. Juni 1872 wurde die Kirche von Bischof Konrad Martin geweiht, da der Paderborner Bischof den mitteldeutschen Teil seines Sprengels, das Bischöfliche Kommissariat Magdeburg, nur in größeren Abständen bereiste. Die Gemeinde gehörte zum Bistum Paderborn (ab 1930 Erzbistum) und von 1973 bis 1994 zum Bischöflichen Amt Magdeburg, das 1994 zum Bistum Magdeburg erhoben wurde.
Da die Zahl der Katholiken in der Missionspfarrei stark angewachsen war, wurde am 1. Oktober 1909 die bisherige „Missionsstelle“ Wittenberg zur Pfarrei erhoben. Das Preußenkonkordat vom 14. April 1929, durch die Bulle Pastoralis officii nostri vom 13. August 1930 in Vollzug gesetzt, errichtete die Mitteldeutsche Kirchenprovinz. Infolgedessen kam der vom Geistlichen Gericht Erfurt abgetrennte Regierungsbezirk Merseburg, zu dem unter anderem das Dekanat Wittenberg gehörte, an das nunmehrige Erzbischöfliche Kommissariat Magdeburg. Ein neues Schulgebäude, entworfen von Kurt Matern, wurde 1936 erbaut. Bereits Ostern 1938 musste die Schule auf Anordnung der nationalsozialistischen Machthaber jedoch wieder geschlossen werden, das Gebäude wurde zum Gemeindehaus umfunktioniert.
Ein großer Zustrom von Katholiken erfolgte in den Jahren von 1945 bis 1947. Damals zählte die Gemeinde zeitweise bis zu ca. 20.000 Mitglieder, vor allem Heimatvertriebene und Flüchtlinge, von denen die allermeisten nach Westen weiterzogen. In dieser Zeit wurden aus der Pfarrei Wittenberg einige Tochtergemeinden als Kuratien ausgegliedert: 1945 Kemberg, 1946 Elster, 1947 Pretzsch und 1954 Bad Schmiedeberg. Die Tochtergemeinden Zahna und Piesteritz waren bereits 1911 bzw. 1923 entstanden.
Mit der Neugliederung der Dekanatsstrukturen im Bistum Magdeburg zum 1. Januar 2009 wurde das Dekanat Wittenberg aufgelöst und die Pfarrei Wittenberg dem Dekanat Dessau zugeordnet, wo sie bis zur Auflösung der Dekanatsstrukturen am 31. August 2023 verblieb.
Heute hat die Gemeinde ca. 2000 Mitglieder; in Wittenberg bezeichnen sich etwa 80 Prozent der Einwohner als Nichtchristen.

## Architektur
Es handelt sich um eine geostete, neugotische Hallenkirche aus Backstein mit rechteckigem Chor und einem Dachreiter über dem Portalgiebel. Der Innenraum wird durch zwei Säulen in der Mittelachse gegliedert.
St. Marien wurde in den Jahren 1999/2000 unter der Leitung des Architekten Gerold A. Ringelhan renoviert.

## Ausstattung

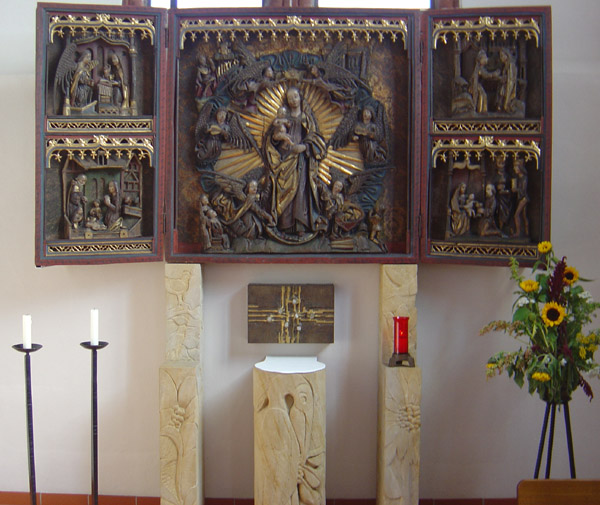
Tabernakel und gotischer Schnitzaltar

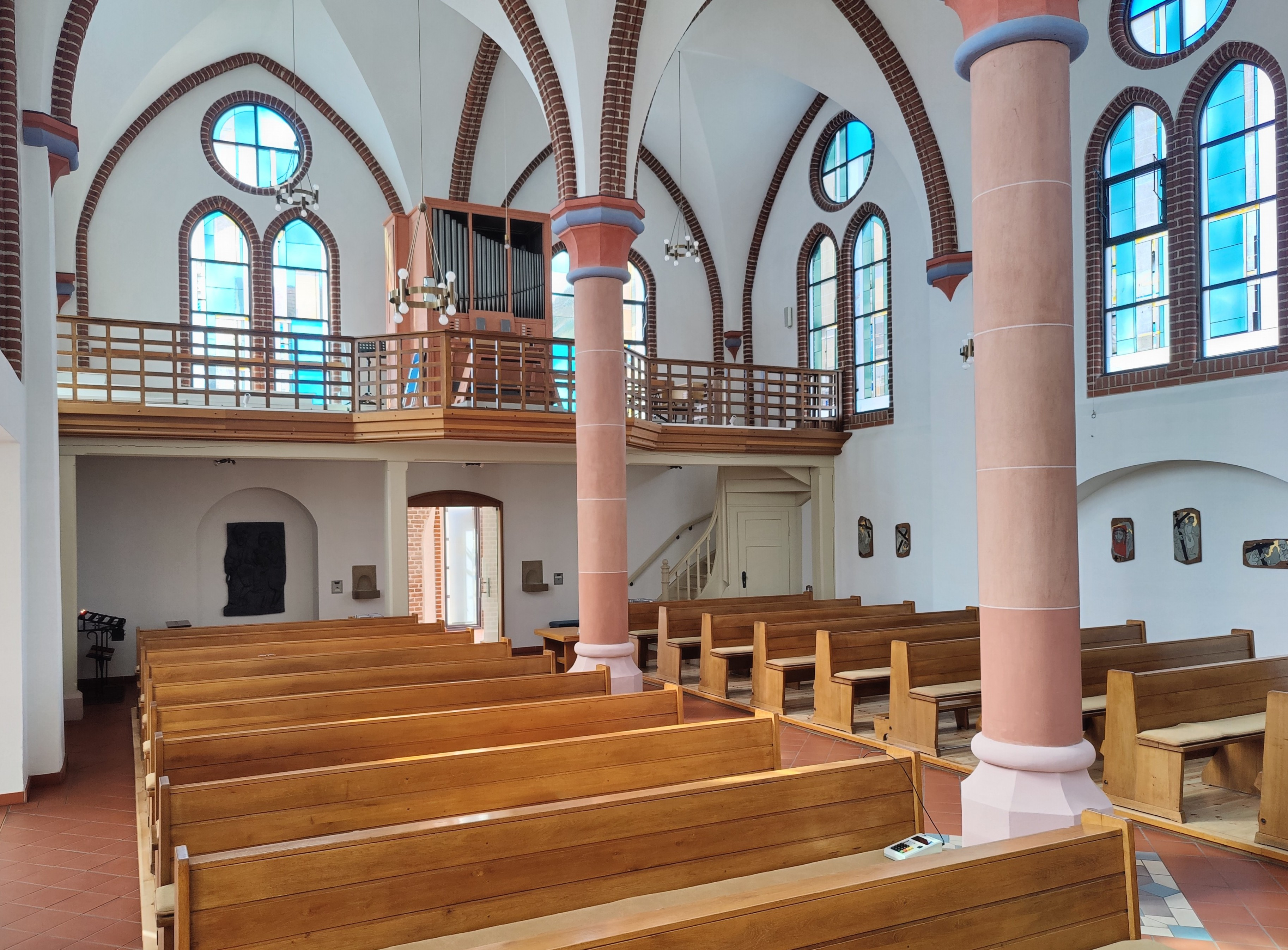
Innenraum, Blick zur Orgel (2023)

Der gotische, als Triptychon angelegte Schnitzaltar kam 1975 in die Kirche. Das Mittelfeld zeigt Maria (Mutter Jesu) mit dem Jesusknaben, umgeben von musizierenden Engeln. In den Ecken finden sich vier Darstellungen marianischer Symbole, drei biblische und eine der antiken Mythologie entnommen, die für die Unbefleckte Empfängnis und die Heilsbedeutung Marias stehen: links oben der nicht verbrennende Dornbusch (Ex 3,2 ), rechts oben die Porta clausa (das verschlossene Tor) des Propheten Ezechiel, links unten Augustus und die Tiburtinische Sibylle, rechts unten das Vlies Gideons (Ri 6,36–40 ).
Ambo und Altar stammen vom Kronacher Bildhauer Heinrich Schreiber (am 12. Juni 2000 konsekriert), ebenso die Edith-Stein-Tafel. Die Fenster entwarf Günter Grohs aus Wernigerode.
Die Orgel auf der Empore wurde 1971 durch die Firma Alexander Schuke Potsdam Orgelbau errichtet. Das Werk verfügt über sechs geteilte Register auf dem Manual sowie ein Register im Pedal.

## Gemeindeleben
Die Gemeinde gehört heute zum Bistum Magdeburg. Zum 15. Dezember 2007 wurde der Gemeindeverbund Lutherstadt Wittenberg – Lutherstadt Wittenberg-Piesteritz – Zahna – Annaburg – Kemberg – Elster errichtet. Damals gehörten zur Pfarrei Lutherstadt Wittenberg rund 1600 Katholiken. Infolge der Strukturreform des Bistums bilden seit dem 2. Mai 2010 die Pfarrgemeinden in Annaburg, Jessen, Bad Schmiedeberg, Elster, Kemberg, Piesteritz, Wittenberg und Zahna die gemeinsame Pfarrei St. Marien, Wittenberg, deren zentrale Pfarrkirche die Unbefleckte-Empfängnis-Kirche ist. Namensverwechslungen mit der historischen, seit der Reformation evangelischen Stadt- und Pfarrkirche St. Marien sind dadurch ausgeschlossen, dass diese offiziell Stadtkirche Wittenberg genannt wird. Die katholische Gemeinde ist Trägerin einer Kindertagesstätte mit 44 Plätzen.
Von 1936 bis 2019 gab es in Wittenberg eine Niederlassung der Schönstätter Marienschwestern, die in der Pfarrseelsorge und im Krankenhaus der Alexianer („Klinik Bosse“) tätig waren.
Das Verhältnis zu den evangelischen Gemeinden der Stadt ist geprägt durch zahlreiche Begegnungen und gemeinsame Feiern während des gesamten Jahres. Das Kreuz auf dem Apollensberg im Wittenberger Ortsteil Apollensdorf soll ein Zeichen der Gemeinsamkeit sein.